# أنوثة مثالية
الأنوثة المثالية، والأنوثة الكاملة، والمرأة المثالية والمرأة الكاملة هي المصطلحات المتعلقة بالبيانات الشخصية أو الأفكار حول سمات الأنثى المثالية.

## مفهوم المرأة المثالية
استُخدم المصطلح في سياق مختلف الأوقات والثقافات، على سبيل المثال:
- فاطمة الزهراء، ابنة النبي محمد، وزوجة الإمام علي بن أبي طالب، تُعتبر قمة من الفضائل الأنثوية ونموذجًا مثاليًا لكل النساء.[1]
- سيتا باعتبارها الهندوسية المثالية أو المرأة الهندية المثالية.[2][3]
- بينيلوبي، زوجة أوديسيوس في ملحمة الأوديسة، وُصفت بأنها المرأة المثالية في المجتمع اليوناني القديم «تجسيدًا للعفة والكرم والكرم والذكاء».[4]
- الملكة فيكتوريا باعتبارها سيدة حقبة العصر الفيكتوري.[5]
- «زوجة الشخصية النبيلة» كما هو موضح في كتاب العهد القديم في سفر الأمثال، الماهرة في كل من إدارة الأسرة والتجارة.[6]
- مريم العذراء، كمثال مثالي منتشر لكل من العذراء والأم في أمريكا اللاتينية.[7]
- الصورة النمطية «للمرأة المثالية» في الخمسينيات، والتي وصفتها بيتي فريدان في كتاب الغموض الأنثوي على النحو المحدد في «السلبية الجنسية، وهيمنة الذكور، ورعاية حب الأم».[8]

## أمثلة
كُتبت الكثير من المؤلفات حول هذا الموضوع. وتم التعامل مع موضوع المرأة المثالية بشكل مرح في المؤلفات الشعبية، واللاهوتية، والموسيقية.
وُجدت أمثلة «المرأة المثالية» في المؤلقات الأدبية، على سبيل المثال:
- صوفي، شخصية في مؤلفة جان جاك روسو في التربية: إميل نموذجا حيث نشأت لتكون الزوجة المثالية.[14]
- لوكريشا كما صورها بنجامين بريتن في كتاب اغتصاب لوكريشا.[15]
- سيلفيا، في قصيدة ويليام شكسبير من هي سيلفيا؟.[16]

كم كُتب العديد من الكتب حول موضوع المرأة المثالية.

## روابط خارجية
- True Womanhood - a presentation - College of Staten Island Library